# 南洞区

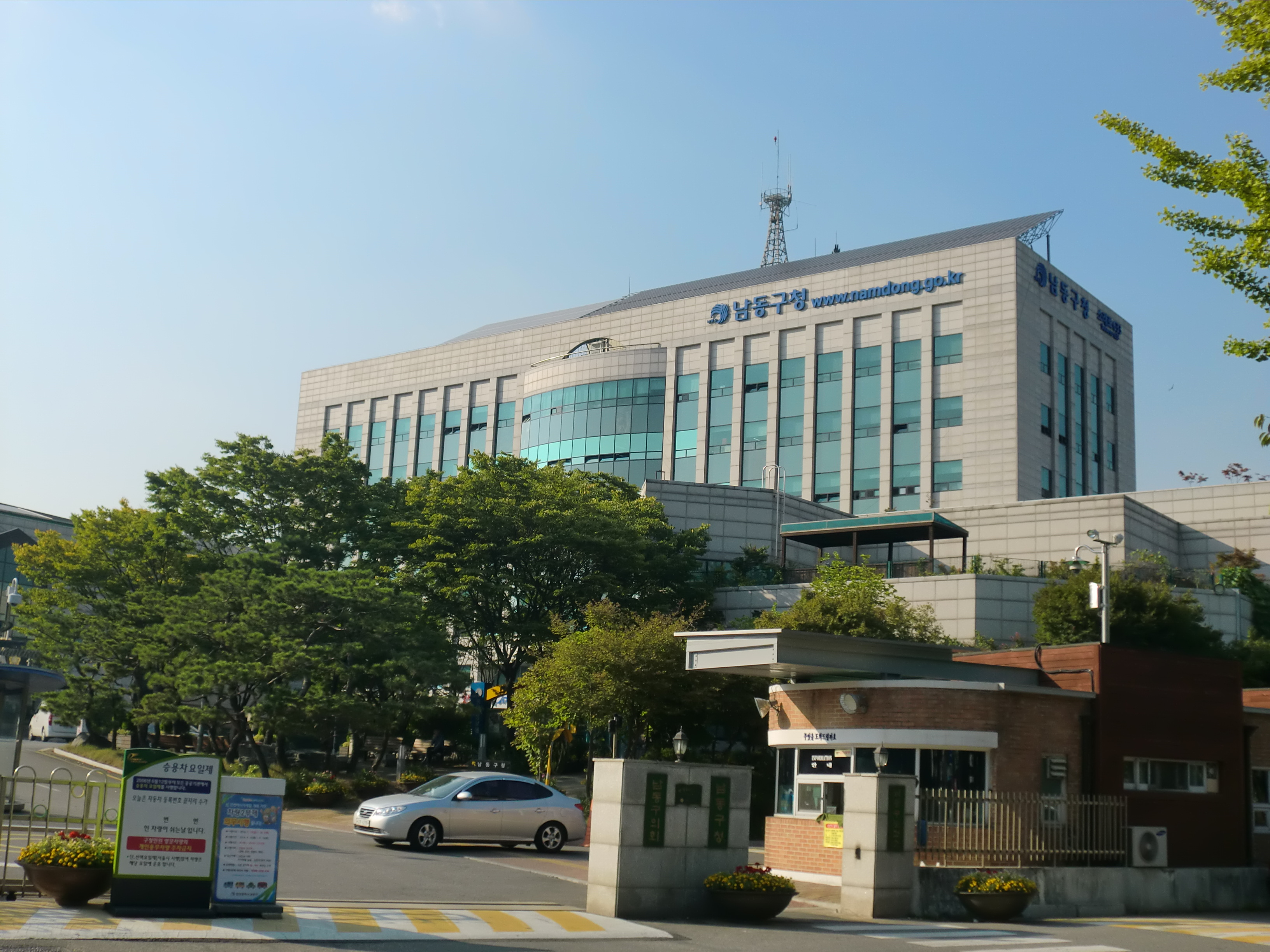
南洞区庁

南洞区（ナムドンく）は、大韓民国仁川広域市の区。

## 歴史
- 1988年1月1日 – 南区九月洞・間石洞・南村洞・万寿洞・長寿洞・西昌洞・雲宴洞・桃林洞・寿山洞・論峴洞・古桟洞および仙鶴洞・東春洞のそれぞれ一部をもって設置。

## 行政

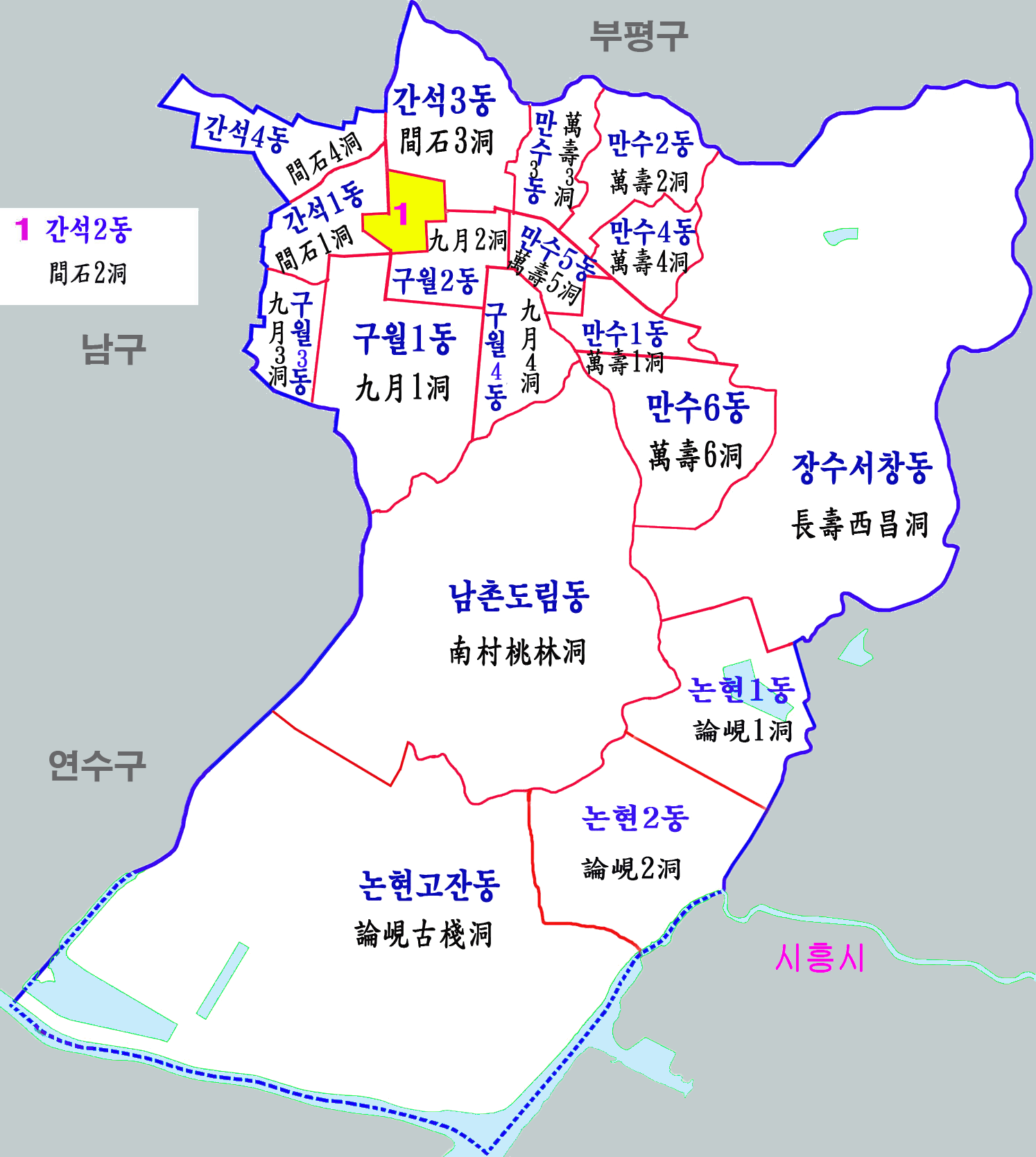
行政区域図

### 下部行政区画
20行政洞（11法定洞）からなる。
| 行政洞     | 法定洞                 |
| ---------- | ---------------------- |
| 九月1洞    | 九月洞                 |
| 九月2洞    | 九月洞                 |
| 九月3洞    | 九月洞                 |
| 九月4洞    | 九月洞                 |
| 間石1洞    | 間石洞                 |
| 間石2洞    | 九月洞、間石洞         |
| 間石3洞    | 間石洞                 |
| 間石4洞    | 間石洞                 |
| 万寿1洞    | 万寿洞                 |
| 万寿2洞    | 万寿洞                 |
| 万寿3洞    | 万寿洞                 |
| 万寿4洞    | 万寿洞                 |
| 万寿5洞    | 万寿洞                 |
| 万寿6洞    | 万寿洞                 |
| 西昌2洞    | 西昌洞                 |
| 長寿西昌洞 | 長寿洞、西昌洞、雲宴洞 |
| 南村桃林洞 | 南村洞、寿山洞、桃林洞 |
| 論峴1洞    | 論峴洞                 |
| 論峴2洞    | 論峴洞                 |
| 論峴古桟洞 | 論峴洞、古桟洞         |

### 警察
- 仁川南洞警察署
- 仁川論峴警察署

### 消防
- 仁川南洞消防署
- 仁川工団消防署
  - 古桟119安全センター
  - 桃林119安全センター
  - 論峴119安全センター

## 交通機関

### 鉄道
- 京仁線（首都圏電鉄1号線）
  - 間石駅
- 水仁線
  - 蘇萊浦口駅 - 仁川論峴駅 - 虎口浦駅 - 南洞インダスパーク駅
- 仁川都市鉄道1号線
  - 富平サムゴリ駅※ - 間石オゴリ駅 - 仁川市庁駅 - 芸術会館駅
- ※ 富平サムゴリ駅の所在地は富平区であるが、南洞区との境界上にある。
- 仁川都市鉄道2号線
  - 仁川市庁駅 - 石泉サゴリ駅 - モレネ市場駅 - 万寿駅 - 南洞区庁駅 - 仁川大公園駅 - 雲宴駅

### 道路
- ソウル外郭循環高速道路
- 国道42号線 (韓国)（朝鮮語版）
- 国道46号線
- 第二京仁高速道路
- 第三京仁高速化道路
- 仁州大路（朝鮮語版）

## 公式サイト
- 公式サイト（日本語）